# آتیرامپوژا
آتیرامپوژا (به انگلیسی: Athirampuzha) یک منطقهٔ مسکونی در هند است که در بخش کوتایم واقع شده‌است.